# KV Mechelen

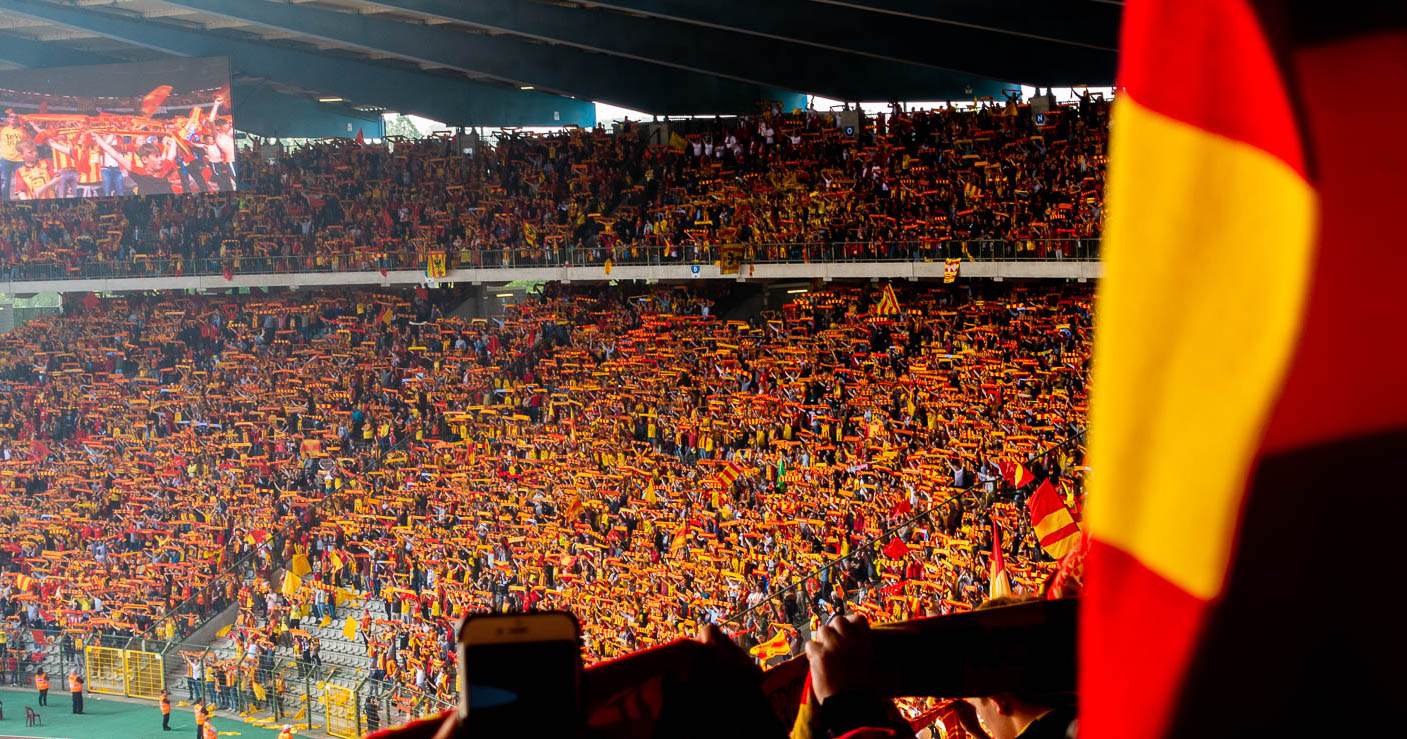
De supporters van KV Mechelen tijdens de gewonnen bekerfinale in 2019.

Yellow Red Koninklijke Voetbalclub Mechelen is een Belgische voetbalclub uit Mechelen-Noord. De club werd opgericht in 1904, kort na stadsgenoot en rivaal Racing Mechelen (1904). Yellow Red KV Mechelen is aangesloten bij de KBVB met stamnummer 25 en werd viermaal landskampioen.
De grootste successen werden eind jaren 80 behaald onder financiële impuls van John Cordier en sportieve leiding van Aad de Mos. Het begon met de Beker van België in het seizoen 1986/87. Daarna werd de Europacup II 1987/88 gewonnen door een 1-0-overwinning op titelverdediger Ajax in Straatsburg dankzij een legendarisch doelpunt van Piet den Boer. Enkele maanden later won KV Mechelen ook de Europese Supercup in twee wedstrijden tegen PSV. Een seizoen later werd het landskampioenschap 1988/89 veroverd. KV Mechelen is de laatste Belgische club die een Europese beker won.
Als gevolg van zware financiële problemen ging de club eind 2002 in vrijwillige vereffening. Dankzij een grootschalige (financiële) reddingsoperatie van supporters en enkele KV-coryfeeën slaagde KVM er in 2003 in om het verlies van het stamnummer (met bijhorend palmares) af te wenden. De club overleefde maar degradeerde wel naar de derde klasse. Sindsdien heet de club officieel Yellow Red Koninklijke Voetbalclub Mechelen. In 2007 promoveerde KV Mechelen opnieuw naar het hoogste niveau. In 2018 degradeerde de club naar eerste klasse B. In het seizoen daarop werd Mechelen kampioen en won het op 1 mei 2019 voor de tweede maal in de clubgeschiedenis de Beker van België. Dankzij deze bekerwinst werd KV Mechelen de tweede voetbalploeg in België die als tweedeklasser de Beker van België wist te winnen.

## Geschiedenis

### Katholieke studentenclub
KV Mechelen is ontstaan in 1904 als een collectief van katholieke Mechelse studenten die school liepen aan het (toen nog) Franstalige Mechelse Sint-Romboutscollege, het Sint-Victorinternaat in Alsemberg en de Katholieke Universiteit Leuven. De nieuwe club, plechtig opgericht tijdens een vergadering in de herberg 'Cave de Munich' aan de IJzerenleen in oktober 1904, kreeg als officiële naam Football Club Malinois. De statuten werden opgemaakt op 2 februari 1905 aan de Leuvense universiteit. FC Malinois was het katholieke antwoord op het kort voordien in datzelfde jaar opgerichte Racing Club de Malines, de liberaal-vrijzinnige voetbalploeg van het Mechelse Atheneum. Theo Delvaux, student te Leuven en oprichter en bezieler van de nieuwe club, werd de eerste voorzitter van Malinois. Geel en rood, de kleuren van het wapenschild van de stad Mechelen werden overgenomen als de clubkleuren. De Latijnse spreuk "quo non ascendam", vrij vertaald als "Tot welke hoogte zal ik niet klimmen?" werd gekozen als clubleuze. Het eerste officiële speelveld werd aangelegd op een stuk braakliggend spoorwegterrein aan de intussen verdwenen Pansiusdreef, de huidige Kauwendaal-wijk. Het terrein, gelegen aan seinhuis (bloc 16) werd gehuurd van spoorwegmaatschappij Beheer van de IJzeren weg. Op 28 januari 1906 sloot FC Malinois zich onder het voorzitterschap van kanunnik en toenmalige kapitein van de Belgische nationale ploeg, Francis Dessain officieel aan bij de UBSSA, de overkoepelende Belgische sportbond. Wanneer de Belgische overheid het terrein aan bloc 16 opeist voor de aanleg van de spoorlijn Mechelen-Antwerpen ziet Malinois zich genoodzaakt te verhuizen naar een terrein aan de Zeutestraat (thans Voetbalstraat), een droog te leggen stuk moerasgrond tussen de Leuvense Vaart en de Tervurense Steenweg. Na het seizoen 1906-1907 promoveerde FC Malinois als tweede gerangschikte in de Derde Divisie (provincie Brabant) naar de Tweede Divisie, afdeling Antwerpen. Vanaf 1909 kon de club dan toch aantreden in de Promotion of Bevordering, het huidige tweede nationale.

### Achter De Kazerne
Financiële problemen en stormschade aan het terrein in de Voetbalstraat zette voorzitter Francis Dessain er in 1911 toe aan om samen met Van Diepenbeek van de brouwerij Chevalier-Marin en Gaston de Meester de Betzenbroeck achter de artilleriekazerne 'Baron Michel' aan de Liersesteenweg een uitgestrekt stuk grond te kopen. Dit terrein van 2,5 ha zou tot vandaag onder de volksnaam Achter de Kazerne de thuishaven worden van KV Mechelen. FC Malinois werkte zich daar al gauw op naar de subtop, maar strandde daar zowel in 1912 als 1913 op een derde plaats, en greep zo telkens naast promotie. In 1921 was het toch raak: FC Malinois eindigde tweede in zijn reeks en promoveerde zo voor het eerst in zijn bestaan naar de Ereafdeling, het hoogste nationale niveau.
Het verblijf in die hoogste klasse zou de rest van de jaren 1920 niet zonder moeilijkheden verlopen. In 1921/22, het eerste seizoen, werd FC Malinois immers afgetekend laatste en degradeerde dus meteen terug naar de Tweede Klasse. Malinois bleef daar bovenin meestrijden, werd twee seizoenen later tweede en verdiende zo weer een promotie. Opnieuw werd het seizoen in de hoogste afdeling geen succes, want na een voorlaatste plaats volgde alweer onmiddellijke degradatie. Het seizoen erna, in 1925-1926, won Malinois zijn reeks en promoveerde meteen weer. Voor de derde keer op rij bleef deze promotie echter beperkt tot één seizoen: weer zakte de club dadelijk een niveau terug. In 1928 pakte Malinois na één seizoen de titel in de Tweede Klasse, en steeg zo voor de vierde keer in acht jaar tijd naar de Ere-afdeling. Nu kon de club zich echter verscheidene seizoenen op het hoogste niveau handhaven. Ondertussen was in 1924 de supportersfederatie "Malinwa" opgericht, op speciaal verzoek van voorzitter Francis Dessain. De federatie moest een overkoepelende organisatie vormen voor de verschillende supportersverenigingen.
In 1929 kreeg de club bij zijn 25-jarig bestaan de titel "Koninklijk" en werd Royal Football Club Malinois. Malinois speelde enkele seizoenen in de middenmoot, maar eindigde in het seizoen 1930-1931 voor de eerste maal bovenaan. De ploeg eindigde op een tweede plaats, op drie punten van landskampioen Antwerp FC. De club kon deze prestatie daarna niet meer evenaren en bleef een gewone middenmoter.
August Hellemans is de eerste speler van FC Malinois die het tot Rode Duivel schopt.

### Kampioen tijdens en na de oorlogsjaren
In de jaren 1940 werd RFC Malinois echter wel succesvol: In 1942/1943 pakte de club zijn allereerste landstitel. Vedetten die de club toen deden uitblinken waren onder meer rechtsbuiten Victor 'Torke' Lemberechts en aanvaller Bert De Cleyn. De tweede titel volgde enkele jaren later, in 1945/1946. In 1948 volgde zelfs de derde landstitel in zes jaar tijd. De volgende seizoenen kon Malinois echter niet meer meestrijden voor de hoogste prijs en werd de club weer een middenmoter. In 1952 werd de koninklijke titel in de clubnaam vernederlandst naar "Koninklijke"; de club heette nu officieel Koninklijke Football Club Malinois.

### Liftploeg
Malinois kende nog een sterk seizoen in 1953-1954, waar het strandde op een tweede plaats, op amper één puntje van landskampioen RSC Anderlechtois. Twee seizoenen later, negen jaar na de laatste landstitel, eindigde de ploeg echter op de allerlaatste plaats en moest Malinois opnieuw zakken naar de Tweede Klasse. De club bleef daar enkele jaren hangen en kon pas in 1962 opnieuw promoveren, toen ze daar de titel pakte. De terugkeer in de hoogste klasse verliep opnieuw niet makkelijk, want meteen zakte de club weer naar een laatste plaats. Het seizoen erop steeg Malinois vanaf 1965 toch weer naar de hoogste klasse, waar de club zich ditmaal vier seizoenen kon handhaven. In 1969 viel de club toch weer terug naar de tweede klasse. Ook in de Beker van België kon de club in deze periode geen prijzen pakken. Eén keer haalde de club de finale, in 1967, maar verloor die in de verlengingen met 3-1 van Standard Luik.
De club vervlaamste in 1970 zijn naam helemaal en stond voortaan ook officieel als Koninklijke Voetbalclub Mechelen bekend. Toch bleef de voertaal in de bestuurskamer Frans. Mechelen eindigde tweede in Tweede Klasse en promoveerde weer naar de hoogste afdeling. De komende seizoen bleef de ploeg echter in de middenmoot spelen, en na enkele malen de degradatie net te ontlopen zakte men in 1977 weer. In 1978 werd de club onder impuls van kolonel Herman Candries helemaal vernederlandst. KV Mechelen bleef ook in Tweede Klasse in de middenmoot hangen de komende jaren, tot de club in 1981 opnieuw promoveerde. Mechelen was weliswaar slechts vijfde geworden, maar had aan winst in de eindronde genoeg om de promotie af te dwingen. Net zoals al zovele keren eerder in de clubgeschiedenis draaide dit eerste seizoen weer op niets uit: Mechelen werd laatste en zakte weer. Net als verschillende keren tevoren ook slaagde de club er na een eerste mislukking echter in om het jaar erop meteen opnieuw te promoveren. KV Mechelen won in 1983 de titel in Tweede Klasse en steeg weer. Ditmaal zou de club opnieuw enkele succesvolle seizoenen beleven.

### Gouden jaren

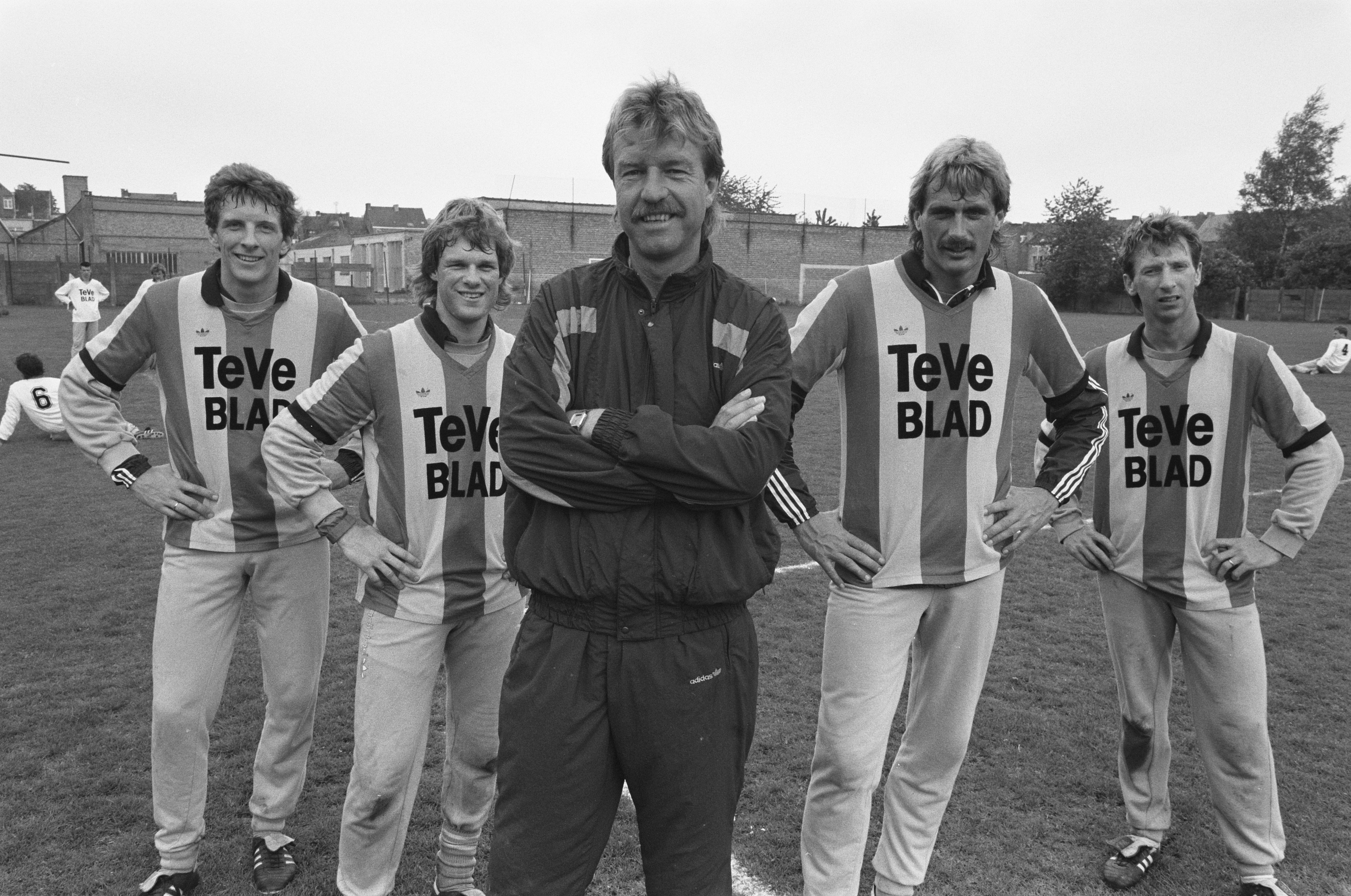
De Nederlanders van KV Mechelen: Graeme Rutjes, Erwin Koeman, Aad de Mos, Piet den Boer en Wim Hofkens (1988).

Halverwege de jaren 80 werd KV Mechelen in korte tijd een Belgische topclub. Architecten van het sportieve succesverhaal waren de West-Vlaamse industrieel John Cordier, sportief manager Paul Courant, de Haagse, flamboyante van Ajax overgekomen kampioenentrainer Aad De Mos en diens favoriete spelersmakelaar Ger Lagendijk. Een eerste succesjaar kwam er in 1987: Mechelen werd tweede in de nationale competitie op amper twee punten van RSC Anderlecht en pakte ook voor de eerste maal de Beker van België. KV won de finale met 1-0 van RFC Liégeois. In 1987-1988 deed de club een nieuwe gooi naar de titel, maar werd opnieuw tweede, ditmaal na Club Brugge. Op het Europees toneel boekte de club echter grote successen. Dankzij de bekerwinst het jaar voordien speelde KV Mechelen voor het eerst Europees, in de Beker voor Bekerwinnaars, en stootte als debutant ineens door tot in de finale. In het Stade de la Meinau van Straatsburg versloeg KV Mechelen daar AFC Ajax met 1-0. Ook de daaropvolgende Europese Supercup haalden de Mechelaars binnen, door een andere Nederlandse topclub, PSV Eindhoven te verslaan. De eerste wedstrijd werd thuis met 3-0 gewonnen door doelpunten van John Bosman (2×) en Pascal de Wilde. De tweede wedstrijd werd verloren met 0-1. In 1988-1989 was het dan eindelijk weer raak in de Belgische competitie: na 40 jaar pakte KV Mechelen opnieuw de landstitel. In Europa mocht de club zijn Europese beker verdedigen in de Beker voor Bekerwinnaars. Opnieuw stootte Mechelen ver door, maar strandde ditmaal in de halve finale op Sampdoria. Mechelen bleef een Belgische topper en werd in 1989-1990 derde in de nationale competitie. De Europese campagne in de Europabeker voor Landskampioenen eindigde in de kwartfinale tegen AC Milan. In 1990-1991 eindigde KV Mechelen opnieuw tweede in de competitie. Ook in de Belgische Beker speelde KV de finale, maar ook daar kon men de hoofdprijs niet mee naar huis nemen. Het Europees seizoen in de UEFA Cup eindigde dat seizoen al na één ronde. Mechelen zou nog enkele seizoenen meespelen in de Belgische top, met een vierde plaats in 1992 en een derde in 1993. In de Beker van België speelde KV nog één keer de finale (1992), maar verloor na strafschoppen van Antwerp FC. Nog drie jaar speelde de club ook Europees, maar raakte telkens slechts enkele rondes ver. KV Mechelen had zich halverwege de jaren 80 in korte tijd tot de nationale en zelfs Europese top opgewerkt, maar verdween na het wegvallen van de financiële input van John Cordier halverwege de jaren 90 in even korte tijd weer uit de top.

### Opnieuw liftploeg
In 1997 eindigde Mechelen weer als voorlaatste, en zakte dus naar de Tweede Klasse. De club nam zijn oude status van liftploeg weer op: in 1999 promoveerde KV weer naar Eerste, in 2001 volgde een nieuwe degradatie en in 2002 promoveerde de club dadelijk weer naar de hoogste klasse.
In het seizoen 2002-2003 kreeg de club echter zware financiële problemen en ging in vrijwillige vereffening. De dreigende schrapping van de bondslijsten kon voorkomen worden door een geldinzamelactie van de vzw '"Red KV Mechelen"', op touw gezet door Mark Uytterhoeven, Piet den Boer en Fi Van Hoof. Dankzij de talloze benefietacties en vele supporters die 1000 euro stortten, konden de belangrijkste schulden betaald worden. Door het 'Akkoord van Elewijt' kon het stamnummer met bijhorend glorieus palmares behouden worden. De club degradeerde echter wel naar de Derde Klasse en voegde "Yellow" toe aan de naam. Yellow-Red Koninklijke Voetbalclub Mechelen werd na 2 jaar kampioen in de Derde Klasse, waardoor de club weer kon promoveren naar Tweede Klasse. In het seizoen 2005-2006 ging het minder en kon KV Mechelen zich pas op de voorlaatste speeldag verzekeren van een verlengd verblijf in de Tweede Klasse.
Onder leiding van de nieuwe trainer Peter Maes werd het seizoen 2006-2007 ingezet met de ambitie om een rol te spelen in de linkerkolom van het klassement en een eersteklasser te loten in de beker. Het bekeravontuur werd alvast een onverwacht succes voor de tweedeklasser, want na thuiswinst tegen Germinal Beerschot en SV Zulte Waregem (telkens 1-0) strandde de club pas in de kwartfinales tegen AA Gent. In de competitie heerste FCV Dender EH (vooral in de eerste periode), maar KVM eindigde als tweede in de competitie en kon zo deelnemen aan de eindronde. Samen met Antwerp FC, KV Kortrijk en de voorlaatste uit eerste klasse, Lierse SK, streed KVM om een ticket voor eerste klasse. Op zondag 10 juni was dat doel bereikt, na winst op het veld van KV Kortrijk (2-3). Na vier jaar kwam "Malinwa" zo terug op het hoogste niveau: Eerste Klasse. De eerste (kleine) prijs liet niet lang op zich wachten: de supporters van KV Mechelen werden tijdens het gala van de Gouden Schoen 2007 verkozen tot beste supporters van het land.
Op het einde van het seizoen 2008/2009 volgde er een tweede hoogtepunt: de ploeg kon zich plaatsen voor de finale van de Beker van België, waar het uiteindelijk verloor van KRC Genk in een wedstrijd waar ze kansloos verloren na een vroege rode kaart voor Jeroen Mellemans en doelpunten van Marvin Ogunjimi.
In 2015 en 2016 werd het AFAS Stadion Achter de Kazerne ingehuldigd. De gloednieuwe thuishaven van KV Mechelen heeft sindsdien een capaciteit van 19.000 toeschouwers.
Na degradatie in seizoen 2017/18 werd KV Mechelen kampioen in 1B in het seizoen 2018-2019 na een 2-1 thuis winst tegen Beerschot in de terugmatch van de promotiewedstrijden, dankzij een doelpunt van Clément Tainmont in de allerlaatste seconden van de wedstrijd.

### Beker van België 2018-2019
Na een parcours dat hen voorbij Mons, Antwerp, Lokeren, Kortrijk en Union SG leidde, mocht KV Mechelen als tweedeklasser en dus underdog de bekerfinale spelen tegen KAA Gent op 1 mei 2019. Nikola Storm en German Mera bogen een 1-0 achterstand om in 1-2 winst waardoor KV zijn tweede beker won. Het was al sinds 1956 geleden dat een ploeg uit lagere divisie, met name Racing Doornik, de beker won, en überhaupt de eerste keer dat een eersteklasser in de finale verloor van een niet-eersteklasser. Bekerwinst leverde normaal gesproken deelname aan de UEFA Europa League op. Door de rol van KV Mechelen in het Belgische voetbalschandaal van 2018 kreeg de club als bijkomende sanctie geen toegang tot Europees voetbal in het seizoen 2019-2020. Zonder zich op sportief vlak te hebben gekwalificeerd kon KAA Gent hierdoor alsnog deelnemen aan de UEFA Europa League. Dit zorgde tijdens het seizoen 2019-2020 voor enige rivaliteit tussen de supporters van beide clubs.

### Operatie Propere Handen
In oktober 2018 werd KV Mechelen genoemd in het grote corruptieschandaal van het Belgische voetbal wegens poging tot manipulatie van de competitiewedstrijd KV Mechelen - Waasland-Beveren van 11 maart 2018. Volgens het Federaal parket zou makelaar Dejan Veljković in naam van KV Mechelen enkele bestuurders van Waasland-Beveren hebben benaderd om KVM te laten winnen teneinde het behoud in de Jupiler Pro League veilig te stellen. Op 1 juni 2019 veroordeelde de Geschillencommissie Hoger Beroep van de Belgische Voetbalbond KV Mechelen wegens poging tot competitievervalsing tot degradatie naar 1B, een aftrek van twaalf punten en uitsluiting van Belgisch en Europees bekervoetbal. De Geschillencommissie Hoger Beroep schorste ook vier vooraanstaande bestuursleden (inclusief voorzitter Johan Timmermans) voor een periode van zeven tot tien jaar voor alle activiteiten binnen de KBVB. Ook makelaar Dejan Veljković werd schuldig bevonden en geschorst. Op 17 juli 2019 besliste het Belgisch Arbitragehof voor de Sport (BAS) ook in hoger beroep dat KV Mechelen schuldig was aan poging tot competitievervalsing. De degradatie en de puntenaftrek werden ongedaan gemaakt omdat deze niet strookten met het toenmalige bondsreglement. Als straf werd KV Mechelen één seizoen uitgesloten van deelname aan de Beker van België en het Europees voetbal. Een week eerder besliste het BAS in een tussentijdse beschikking op basis van artikel B1711 van het Bondsreglement dat de KBVB de vordering voor degradatie tegen zowel KVM als Waasland-Beveren te laat d.w.z. 'na 15 juni van het betrokken seizoen' had ingediend. Volgens het BAS moet "het betrokken seizoen" worden geïnterpreteerd als "het seizoen waarin de feiten werden gepleegd", in casu 2018, en niet zoals de Bond verkeerdelijk deed, als "het seizoen waarin de feiten aan het licht zijn gekomen", met name 2019.
Op 19 november 2021 oordeelde de Rechtbank van eerste aanleg in Brussel dat de tuchtsancties opgelegd tegen de vier KVM-bestuursleden nietig moesten worden verklaard en dat schorsingen dus onterecht waren. Volgens de burgerlijke rechtbank werden de vier door de Geschillencommissie (al) veroordeeld op basis van een selectief deel van het bewijsmateriaal van een strafdossier dat nog lopende was.
In juni 2019 nam KVM-aandeelhouder en bestuurslid Dieter Penninckx het aandelenpakket van de wegens matchfixing geschorste mede-hoofdaandeelhouder Olivier Somers over. Door deze overname werd Penninckx, tevens CEO van modegroep FNG NV, als enige hoofdaandeelhouder van de club en hoofd van een nieuw vierkoppig directiecomité, de officieuze voorzitter van KV Mechelen.

### Zaak-Penninckx
Midden augustus 2020 werd KVM-voorzitter Dieter Penninckx, als CEO van het beursgenoteerde modegroep FNG door de Mechelse onderzoeksrechter in verdenking gesteld van financiële fraude, meer in het bijzonder van valsheid in geschrifte, het indienen van valse jaarrekeningen, de manipulatie van de beurskoers, het misbruik van vennootschapsgoederen en het niet willen meewerken met beursautoriteit FSMA. Om te vermijden dat de fraudezaak, vooral op lange termijn, negatieve gevolgen zou hebben voor het imago en de financiële toestand van KV Mechelen, wilde de club het bestuursmandaat van Penninckx zo snel mogelijk beëindigen en diens aandelen laten overnemen door (nieuwe) kapitaalkrachtige investeerders. Gelet op het bewarend beslag dat het gerecht midden oktober op het aandelenregister van de NV Yellow Red heeft gelegd, is een verkoop van Penninckx' clubaandelen enkel mogelijk met goedkeuring van het gerecht. Een maand eerder werd KVM-aandeelhouder Luc Leemans al aangesteld als nieuwe voorzitter van de Raad van Bestuur van KV Mechelen. Op 23 februari 2021 werd hoofdaandeelhouder Penninckx op een buitengewone Algemene Vergadering uit het bestuur weggestemd. Volgens de clubstatuten mag geen enkele aandeelhouder meer dan 49% van de clubaandelen bezitten. Na mislukte onderhandelingen met het KVM-bestuur dat zijn aandelenpakket (71,2%) wil reduceren tot 49%, bleef Dieter Penninckx, tot groot ongenoegen van het supportersorgaan Mechelen Support dat 7% van de aandelen bezit, nog steeds de hoofdeigenaar van de club. In oktober 2021 kondigde KVM aan dat er voor 31 december een kapitaalverhoging van 5 miljoen euro zal worden doorgevoerd. Door in zee te gaan met nieuwe, Belgische en lokale investeerders en jonge ondernemers kiest de club, tegen de heersende trend in, doelbewust voor lokale verankering met een kleiner budget (20 miljoen euro) in plaats van voor grote, kapitaalkrachtige maar buitenlandse investeringsgroepen. Het verse kapitaal zal gebruikt worden voor de financiering van het nieuwe trainingscomplex in Bonheiden en de uitbouw van het jeugdcomplex alsook om een obligatielening van 2015 terug te betalen. Met de kapitaalverhoging ziet mede-eigenaar Dieter Penninckx zijn meerderheidsaandeel gereduceerd van 71% naar 49%.

### Buitenlandse eigenaar
Nadat KVM het in 2022 alweer financieel erg moeilijk had om te overleven, werd in januari 2023 een nieuwe, noodzakelijke kapitaalverhoging van 6,7 miljoen euro doorgevoerd. Daardoor werd de club voor het eerst in haar bestaan grotendeels (voor 44% van de aandelen) eigendom van een buitenlandse investeerder, de Nederlander Philippe van Esch. Van Esch kocht de aandelen over van Dieter Penninckx en is voortaan, in partnerschap met lokale ondernemer Eddy De Reys, de nieuwe hoofdaandeelhouder en tevens voorzitter van de club. Van Esch is CEO van textielmultinational Vescom B.V. en voorzitter van de Nederlandse tweedeklasser Helmond Sport. Door de kapitaalverhoging zetelt nog slechts twee afgevaardigden van het Malinwa Supportersorgaan in de (van negen naar vier leden gereduceerde) Raad van Toezicht, vooral in een adviserende en waarnemende rol met nog slechts 25% inspraak (in plaats van 33% voordien) in het bestuursbeleid. Ook hun vetorechten om buitenlandse investeerders of zakenmensen die meer dan 50% van de clubaandelen in handen krijgen af te blokken, werden ingeperkt.De supporters behouden wel, ook tegenover toekomstige eigenaars, hun veto voor beslissingen betreffende het stamnummer, de clubnaam, het logo, de uitrusting, de locatie van en de sfeerbeleving in het stadion. Ondanks de kapitaalverhoging van begin 2023 sloot KVM het einde van dat boekjaar toch weer af met een verlies van 9,5 miljoen euro. Daarom besloten voorzitter Van Esch (intussen hoofdaandeelhouder  met 53 % van de clubaandelen), diens compagnon Eddy De Reys en Saffelberg Investments van durfinvesteerder Jos Sluys eind augustus 2024 tot een nieuwe kapitaalinjectie van bijna 9 miljoen euro. Dankzij deze "zware extra financiële inspanning" slaagde KV Mechelen er ook in om een dadingsovereenkomst te sluiten met de Bijzondere Belastinginspectie (BBI) waardoor er een einde kwam aan een jarenlange discussie over de te betalen boete i.v.m. een aantal duistere financiële constructies die in het verleden werden opgezet om ex-KVM-spelersmakelaar Dejan Veljković te vergoeden (zie Operatie Propere Handen).

## Stadsrivaliteit
De club is even oud als stadsgenoot en grote rivaal Racing Mechelen en voor een derby tussen beide ploegen dagen telkens duizenden toeschouwers op, zelfs wanneer de teams in lagere reeksen spelen. De clubs speelden ettelijke derby's, onder andere in competitiewedstrijden. Reeds kort na hun oprichting traden de clubs aan in dezelfde reeksen, namelijk de provinciale voorrondes van de Eerste Afdeling. Racing Mechelen slaagde er eerder in enkele seizoenen een plaats in de hoogste afdeling in te nemen, maar toch kwamen de clubs elkaar in de jaren 1910 en 1920 door het spel van de promoties regelmatig tegen in de Eerste of Tweede Klasse. Vanaf 1928 speelden beide clubs negen seizoen lang in de Eerste Klasse, vanaf 1948 opnieuw acht seizoenen. Beide clubs zakten halverwege de jaren 50 wat weg, en ontmoetten elkaar zo vaak in de Tweede Klasse. Tussendoor konden in 1975-1976 en ook tijdens KV Mechelens succesperiode in 1988-1989 en 1989-1990 beide toch nog eens hun derby spelen als eersteklasseclub. De financiële problemen van KV Mechelen in 2002 en de eropvolgende degradatie had als gevolg dat voor het eerst in 14 jaar beide clubs weer tegenover elkaar stonden in competitieverband, al was het nu slechts in de Derde Klasse.

## Andere rivalen

### Lierse SK
Al sinds de beginjaren van zijn bestaan kent KV Mechelen een sterke rivaliteit met de buren uit Lier. Net zoals bij Beerschot en Royal Antwerp FC kende de sportieve rivaliteit met Lierse SK een eerste climax vlak voor en tijdens de Tweede Wereldoorlog. Ook Lierse SK deed destijds volop mee voor het kampioenschap. Mede door deze sportieve strijd ontstond er een voortdurende rivaliteit onder supporters. De rivaliteit bleef ook nadien duren, wedstrijden tussen de Kakkers en de Schapenkoppen bleven steeds beladen streekduels.

### Royal Antwerp
Ook Royal Antwerp FC is een historische streekrivaal van KV Mechelen. De rivaliteit met The Great Old kende een eerste hoogtepunt aan het eind van de Tweede Wereldoorlog. In die periode dongen zowel Royal Antwerp FC als RFC Malinois naar de landstitel. Getuigen hiervan zijn de eerste drie landskampioenschappen van KV Mechelen in 1943, 1946 en 1948 alsook de derde titel van Royal Antwerp FC in 1944. Doordat KV Mechelen in de jaren '50 een sportieve dip kende kwam er een einde aan de eerste piek in de rivaliteit.
Een tweede hausse van de sportieve rivaliteit tussen KV Mechelen en Royal Antwerp FC kwam er in de vroege jaren '90. Beide clubs werkten toen enkele denderende Europese campagnes af. De spannende strijd in de bekerfinale van 1992 kan worden beschouwd als het absolute hoogtepunt in deze periode van toegenomen intensiteit. Midden jaren '90 gleden zowel KV Mechelen als Royal Antwerp FC weg uit de top van het nationale voetbal. Beide clubs kwamen elkaar in de daarop volgende seizoenen regelmatig tegen in zowel Eerste als Tweede Klasse. Doordat The Great Old tussen 2004 en 2017 in Tweede Klasse bleef spelen en KV Mechelen sinds 2007 weer voor een langere periode aansloot bij het hoogste niveau volgden er beduidend minder confrontaties. Hierdoor nam de intensiteit af

### RSC Anderlecht
Eind jaren '80 kende KV Mechelen de grootste succesperiode uit de clubgeschiedenis. Onder impuls van de ambitieuze voorzitter John Cordier streed KV Mechelen met RSC Anderlecht om de hegemonie het Belgische voetbal. Doordat KV Mechelen op enkele jaren tijd een aantal nationale alsook Europese prijzen pakte leek men aanvankelijk te slagen in het opzet. Vooral de uitschakeling van Anderlecht in 1988 in 1/8e finales van Europacup II door een kleine provincieclub zorgde voor nervositeit bij de trotse Brusselse club. De succesperiode van KV Mechelen was echter van vrij korte duur, aangezien de club na terugtrekking van geldschieter Cordier in 1992 geleidelijk aan de status van nationale topclub verloor. Door een gebrek aan financiële slagkracht maakten een aantal Mechelse sleutelspelers in 1990 (Graeme Rutjes) en 1992 (Bruno Versavel, Marc Emmers) rechtstreeks de overstap naar aartsrivaal Anderlecht. Zij volgden succestrainer Aad De Mos op die reeds in 1989 de overstap naar het Astridpark hadden gemaakt. Vooral de bekendmaking halverwege het seizoen 1991-1992 van de transfer van Rode Duivel Philippe Albert naar aartsrivaal Anderlecht veroorzaakte heel wat frustratie en bitterheid bij de supporters van rood-geel. Nochtans was die overgang tot stand gekomen op initiatief en aandringen van voorzitter Cordier zelf die zich omwille van de financiële problemen bij 'zijn' Telindus genoodzaakt zag een aantal spelers te gelde maken. Nadat Anderlecht in 1991 ook al ex-KVM coryfee Johnny Bosman van PSV had aangeworven nam het in 1993 ook KV-manager Paul Courant over als scoutingverantwoordelijke.

### Beerschot
Vanouds is er een serieuze streekrivaliteit met de aanhang van Beerschot. In de vroege jaren '40 kende de rivaliteit met het oude Beerschot een eerste hoogtepunt. Het Beerschot van toen was op sportief vlak een van de grootste titelconcurrenten voor Malinwa tijdens het seizoen 1942-1943. Aan het einde van dat seizoen pakte KV Mechelen, toen nog gekend als RFC Malinois, de eerste landstitel in de clubgeschiedenis. Doordat Beerschot een mindere vorm kende in de periode kort na de Tweede Wereldoorlog luwde de intensiteit tijdens de derby's. De decennia die volgden speelden beide clubs regelmatig tegen elkaar, veelal met een eerder beperkte inzet.
Tijdens het seizoen 2018-2019 ontmoetten Beerschot-Wilrijk en KV Mechelen elkaar in de Eerste Klasse B. Op sportief vlak werd snel duidelijk dat beide clubs de Eerste Klasse B die jaargang domineerden. Gaandeweg het seizoen ontpopten beide clubs zich tot de enige titelkandidaten. KV Mechelen trok uiteindelijk aan het langste eind na een zeer beladen dubbel promotieduel in maart 2019. Door het losbarsten van de Zaak Propere Handen in oktober 2018 ontstond er tijdens datzelfde seizoen vooral op extra-sportief vlak een nooit geziene spanning tussen beide voetbalclubs. Reeds voordat de promotiefinale beslecht was verklaarde het bestuur van Beerschot-Wilrijk zich door een aantal ontwikkelingen in de Zaak Propere Handen al zeker van promotie. De KBVB veroordeelde Malinwa in mei 2019 tot een verlengd verblijf in Eerste Klasse B met daarbovenop een puntenaftrek voor de vermeende rol in het voetbalschandaal. Uiteindelijk bewerkstelligde KV Mechelen via een onafhankelijke juridische procedure alsnog de promotie naar Eerste Klasse A in juli 2019. De sportieve en extra-sportieve tweestrijd uit het seizoen 2018-2019 zindert tot op vandaag na tussen de supportersscharen van beide clubs.

## Erelijst
| Internationaal                  |    |                                          |
| Europacup II                    | 1× | 1988                                     |
| Europese Supercup               | 1× | 1988                                     |
| Nationaal                       |    |                                          |
| Eerste klasse                   | 4× | 1942/43, 1945/46, 1947/48, 1988/89       |
| Tweede klasse / Eerste klasse B | 7× | 1926, 1928, 1963, 1983, 1999, 2002, 2019 |
| Derde klasse                    | 1× | 2005                                     |
| Beker van België                | 2× | 1987, 2019                               |
| Trofee Jules Pappaert           | 2× | 1990, 2019                               |
| Vriendschappelijk               |    |                                          |
| Amsterdam Tournament            | 1× | 1989                                     |
| Trofeu Joan Gamper              | 1× | 1989                                     |

### Individuele trofeeën
Verschillende spelers behaalden een trofee toen ze voor de club speelden:
- Topscorer (1x)

1942 (Albert De Cleyn)
- Gouden Schoen (4x)

1987 en 1989 (Michel Preud'homme), 1988 (Lei Clijsters), 1992 (Philippe Albert)
- Profvoetballer van het Jaar (2x)

1989 (Marc Emmers), 2016 (Sofiane Hanni)
- Ebbenhouten Schoen (1x)

2016 (Sofiane Hanni)
- Wereldkeeper van het jaar (1x)

1994 (Michel Preud'homme)

## Resultaten

### België
| Seizoen                                                          | Klasse | Klasse | Klasse | Klasse | Reeks                                     | Punten                                    | Opmerkingen | Beker van België |
|                                                                  | I      | D.I    | D.II   | P.I    |                                           |                                           | | Beker van België |
| ---------------------------------------------------------------- | ------ | ------ | ------ | ------ | ----------------------------------------- | ----------------------------------------- | --- | ---------------- |
| Als FC Malinois (Football Club Malinois)                         |        |        |        |        |                                           |                                           | |                  |
| 1906-07                                                          |        |        |        | 5      | Derde Gew. A                              | 5                                         | |                  |
| 1907-08                                                          |        |        | 3      |        | Division 2                                | 11                                        | Geen kwalificatie voor Division 1 |                  |
| 1908-09                                                          |        |        | 3      |        | Division 2                                | 20                                        | Geen kwalificatie voor Division 1 |                  |
|                                                                  | I      | II     | P.I    | P.II   | Vanaf 1909/10 zijn er 2 nationale niveaus | Vanaf 1909/10 zijn er 2 nationale niveaus | Vanaf 1909/10 zijn er 2 nationale niveaus | Beker            |
| 1909-10                                                          |        | 7      |        |        | Bevordering                               | 18                                        | |                  |
| 1910-11                                                          |        | 4      |        |        | Bevordering                               | 29                                        | |                  |
| 1911-12                                                          |        | 4      |        |        | Bevordering                               | 23                                        | | 1/8              |
| 1912-13                                                          |        | 3      |        |        | Bevordering                               | 31                                        | | 1/8              |
| 1913-14                                                          |        | 3      |        |        | Bevordering                               | 27                                        | | 1/16             |
|                                                                  |        |        |        |        |                                           |                                           | Door de Eerste Wereldoorlog werden er vanaf 1914 tot 1919 geen competities georganiseerd. |                  |
| 1919-20                                                          |        | 7      |        |        | Bevordering                               | 23                                        | |                  |
| 1920-21                                                          |        | 2      |        |        | Bevordering                               | 34                                        | Promotie als vice-kampioen |                  |
| 1921-22                                                          | 14     |        |        |        | Ere Afdeling                              | 12                                        | Degradatie door laatste plaats in de competitie |                  |
| 1922-23                                                          |        | 4      |        |        | Bevordering                               | 31                                        | |                  |
| 1923-24                                                          |        | 2      |        |        | Bevordering A                             | 41                                        | Promotie na winst in test-wedstrijden tegen CS La Forestoise (3-2 winst thuis, 1-3 winst uit) |                  |
| 1924-25                                                          | 13     |        |        |        | Ere Afdeling                              | 19                                        | Degradatie door voorlaatste plaats in de competitie |                  |
| 1925-26                                                          |        | 1      |        |        | Bevordering B                             | 43                                        | Promotie als kampioen |                  |
|                                                                  | I      | II     | III    | P.I    | Vanaf 1926/27 zijn er 3 nationale niveaus | Vanaf 1926/27 zijn er 3 nationale niveaus | Vanaf 1926/27 zijn er 3 nationale niveaus | Beker            |
| 1926-27                                                          | 13     |        |        |        | Ere Afdeling                              | 17                                        | Degradatie door voorlaatste plaats in de competitie; Geen deelname aan Beker van België |                  |
| 1927-28                                                          |        | 1      |        |        | Eerste Afdeling                           | 39                                        | Promotie als kampioen |                  |
| Als RFC Malinois (Royal Football Club Malinois)                  |        |        |        |        |                                           |                                           | |                  |
| 1928-29                                                          | 6      |        |        |        | Ere Afdeling                              | 26                                        | |                  |
| 1929-30                                                          | 11     |        |        |        | Ere Afdeling                              | 21                                        | |                  |
| 1930-31                                                          | 2      |        |        |        | Ere Afdeling                              | 34                                        | |                  |
| 1931-32                                                          | 10     |        |        |        | Ere Afdeling                              | 25                                        | |                  |
| 1932-33                                                          | 9      |        |        |        | Ere Afdeling                              | 23                                        | |                  |
| 1933-34                                                          | 9      |        |        |        | Ere Afdeling                              | 25                                        | |                  |
| 1934-35                                                          | 11     |        |        |        | Ere Afdeling                              | 20                                        | | 1/8              |
| 1935-36                                                          | 6      |        |        |        | Ere Afdeling                              | 30                                        | |                  |
| 1936-37                                                          | 5      |        |        |        | Ere Afdeling                              | 30                                        | |                  |
| 1937-38                                                          | 12     |        |        |        | Ere Afdeling                              | 21                                        | |                  |
| 1938-39                                                          | 4      |        |        |        | Ere Afdeling                              | 32                                        | |                  |
| 1939-40                                                          | 7      |        |        |        |                                           |                                           | Door de Tweede Wereldoorlog werd de competitie stopgezet. Malinois stond op dat moment zevende. |                  |
| 1940-41                                                          |        |        |        |        |                                           |                                           | Officieuze competitie door WO II. Malinois werd derde in reeks B en verloor van White Star in de halve finales van de eindronde. |                  |
| 1941-42                                                          | 10     |        |        |        | Ere Afdeling                              | 23                                        | |                  |
| 1942-43                                                          | 1      |        |        |        | Ere Afdeling                              | 46                                        | 1e landstitel |                  |
| 1943-44                                                          | 5      |        |        |        | Ere Afdeling                              | 34                                        | |                  |
| 1944-45                                                          | 2      |        |        |        |                                           |                                           | Door WOII werd de competitie stopgezet. Malinois stond op dat moment tweede. |                  |
| 1945-46                                                          | 1      |        |        |        | Ere Afdeling                              | 55                                        | 2e landstitel |                  |
| 1946-47                                                          | 3      |        |        |        | Ere Afdeling                              | 55                                        | |                  |
| 1947-48                                                          | 1      |        |        |        | Ere Afdeling                              | 43                                        | 3e landstitel |                  |
| 1948-49                                                          | 7      |        |        |        | Ere Afdeling                              | 32                                        | |                  |
| 1949-50                                                          | 5      |        |        |        | Ere Afdeling                              | 36                                        | |                  |
| 1950-51                                                          | 10     |        |        |        | Ere Afdeling                              | 29                                        | |                  |
| 1951-52                                                          | 5      |        |        |        | Ere Afdeling                              | 35                                        | |                  |
|                                                                  | I      | II     | III    | IV     | Vanaf 1952/53 zijn er 4 nationale niveaus | Vanaf 1952/53 zijn er 4 nationale niveaus | Vanaf 1952/53 zijn er 4 nationale niveaus | Beker            |
| Als KFC Malinois (Koninklijke Football Club Malinois)            |        |        |        |        |                                           |                                           | |                  |
| 1952-53                                                          | 6      |        |        |        | Eerste klasse                             | 33                                        | |                  |
| 1953-54                                                          | 2      |        |        |        | Eerste klasse                             | 36                                        | | 1/16             |
| 1954-55                                                          | 9      |        |        |        | Eerste klasse                             | 30                                        | | 1/8              |
| 1955-56                                                          | 16     |        |        |        | Eerste klasse                             | 20                                        | Degradatie als laatste in de competitie | 1/32             |
| 1956-57                                                          |        | 8      |        |        | Tweede klasse                             | 30                                        | |                  |
| 1957-58                                                          |        | 3      |        |        | Tweede klasse                             | 38                                        | |                  |
| 1958-59                                                          |        | 3      |        |        | Tweede klasse                             | 35                                        | |                  |
| 1959-60                                                          |        | 5      |        |        | Tweede klasse                             | 34                                        | |                  |
| 1960-61                                                          |        | 4      |        |        | Tweede klasse                             | 35                                        | |                  |
| 1961-62                                                          |        | 3      |        |        | Tweede klasse                             | 38                                        | |                  |
| 1962-63                                                          |        | 1      |        |        | Tweede klasse                             | 46                                        | |                  |
| 1963-64                                                          | 16     |        |        |        | Eerste klasse                             | 15                                        | | 1/16             |
| 1964-65                                                          |        | 2      |        |        | Tweede klasse                             | 40                                        | | 1/8              |
| 1965-66                                                          | 6      |        |        |        | Eerste klasse                             | 33                                        | | 1/16             |
| 1966-67                                                          | 12     |        |        |        | Eerste klasse                             | 26                                        | | Finalist         |
| 1967-68                                                          | 14     |        |        |        | Eerste klasse                             | 23                                        | | 1/32             |
| 1968-69                                                          | 15     |        |        |        | Eerste klasse                             | 20                                        | | 1/8              |
| 1969-70                                                          |        | 9      |        |        | Tweede klasse                             | 30                                        | | 1/16             |
| Als KV Mechelen (Koninklijke Voetbalklub Mechelen)               |        |        |        |        |                                           |                                           | |                  |
| 1970-71                                                          |        | 2      |        |        | Tweede klasse                             | 46                                        | | 1/8              |
| 1971-72                                                          | 6      |        |        |        | Eerste klasse                             | 31                                        | | 1/8              |
| 1972-73                                                          | 5      |        |        |        | Eerste klasse                             | 37                                        | | 1/32             |
| 1973-74                                                          | 7      |        |        |        | Eerste klasse                             | 31                                        | | 1/16             |
| 1974-75                                                          | 17     |        |        |        | Eerste klasse                             | 28                                        | | 1/16             |
| 1975-76                                                          | 15     |        |        |        | Eerste klasse                             | 29                                        | | 1/8              |
| 1976-77                                                          | 17     |        |        |        | Eerste klasse                             | 20                                        | | 1/16             |
| 1977-78                                                          |        | 7      |        |        | Tweede klasse                             | 34                                        | | 1/16             |
| 1978-79                                                          |        | 10     |        |        | Tweede klasse                             | 25                                        | | 1/16             |
| 1979-80                                                          |        | 11     |        |        | Tweede klasse                             | 27                                        | | 1/16             |
| 1980-81                                                          |        | 5      |        |        | Tweede klasse                             | 33                                        | Winst in de eindronde tegen Eendracht Aalst, KSC Hasselt en RFC Seraing | 1/16             |
| 1981-82                                                          | 18     |        |        |        | Eerste klasse                             | 17                                        | | 1/32             |
| 1982-83                                                          |        | 1      |        |        | Tweede klasse                             | 46                                        | | 1/16             |
| 1983-84                                                          | 6      |        |        |        | Eerste klasse                             | 38                                        | | 1/16             |
| 1984-85                                                          | 12     |        |        |        | Eerste klasse                             | 28                                        | | 1/8              |
| 1985-86                                                          | 11     |        |        |        | Eerste klasse                             | 31                                        | | 1/2              |
| 1986-87                                                          | 2      |        |        |        | Eerste klasse                             | 55                                        | | W                |
| 1987-88                                                          | 2      |        |        |        | Eerste klasse                             | 49                                        | | 1/2              |
| 1988-89                                                          | 1      |        |        |        | Eerste klasse                             | 57                                        | 4e landstitel | 1/2              |
| 1989-90                                                          | 3      |        |        |        | Eerste klasse                             | 50                                        | | 1/8              |
| 1990-91                                                          | 2      |        |        |        | Eerste klasse                             | 50                                        | | Finalist         |
| 1991-92                                                          | 4      |        |        |        | Eerste klasse                             | 43                                        | | Finalist         |
| 1992-93                                                          | 3      |        |        |        | Eerste klasse                             | 42                                        | | 1/8              |
| 1993-94                                                          | 8      |        |        |        | Eerste klasse                             | 35                                        | | 1/16             |
| 1994-95                                                          | 11     |        |        |        | Eerste klasse                             | 31                                        | | 1/4              |
| 1995-96                                                          | 10     |        |        |        | Eerste klasse                             | 44                                        | Vanaf dit seizoen telt een overwinning voor 3 i.p.v. 2 punten | 1/16             |
| 1996-97                                                          | 17     |        |        |        | Eerste klasse                             | 31                                        | | 1/8              |
| 1997-98                                                          |        | 5      |        |        | Tweede klasse                             | 57                                        | Derde in de eindronde tegen KV Kortrijk, FC Denderleeuw en KFC Turnhout | 1/8              |
| 1998-99                                                          |        | 1      |        |        | Tweede klasse                             | 71                                        | | R4               |
| 1999-00                                                          | 11     |        |        |        | Eerste klasse                             | 41                                        | | 1/8              |
| 2000-01                                                          | 18     |        |        |        | Eerste klasse                             | 22                                        | | 1/16             |
| 2001-02                                                          |        | 1      |        |        | Tweede klasse                             | 71                                        | | R5               |
| 2002-03                                                          | 17     |        |        |        | Eerste klasse                             | 18                                        | | 1/16             |
| Als YR KV Mechelen (Yellow Red Koninklijke Voetbalklub Mechelen) |        |        |        |        |                                           |                                           | |                  |
| 2003-04                                                          |        |        | 7      |        | Derde klasse                              | 44                                        | Wegens het niet behalen van de licentie begon KV Mechelen het seizoen met 9 strafpunten | R5               |
| 2004-05                                                          |        |        | 1      |        | Derde klasse                              | 59                                        | | R3               |
| 2005-06                                                          |        | 13     |        |        | Tweede klasse                             | 36                                        | | R5               |
| 2006-07                                                          |        | 2      |        |        | Tweede klasse                             | 70                                        | Eindrondewinst tegen Lierse SK , Royal Antwerp FC en KV Kortrijk, stijgt samen met FCV Dender EH | 1/4              |
| 2007-08                                                          | 13     |        |        |        | Eerste klasse                             | 40                                        | | 1/16             |
| 2008-09                                                          | 10     |        |        |        | Eerste klasse                             | 46                                        | | Finalist         |
| 2009-10                                                          | 7      |        |        |        | Eerste klasse                             | 39                                        | | 1/2              |
| 2010-11                                                          | 7      |        |        |        | Eerste klasse                             | 48                                        | | 1/4              |
| 2011-12                                                          | 9      |        |        |        | Eerste klasse                             | 37                                        | | 1/8              |
| 2012-13                                                          | 8      |        |        |        | Eerste klasse                             | 41                                        | | 1/8              |
| 2013-14                                                          | 13     |        |        |        | Eerste klasse                             | 31                                        | | 1/8              |
| 2014-15                                                          | 9      |        |        |        | Eerste klasse                             | 41                                        | | 1/4              |
| 2015-16                                                          | 10     |        |        |        | Eerste klasse                             | 37                                        | | 1/4              |
|                                                                  | 1A     | 1B     | 1Am    | 2Am    |                                           |                                           | Vanaf 2016-17 zijn er 3 nationale en 2 regionale niveaus | Beker            |
| 2016-17                                                          | 7      |        |        |        | Eerste Klasse A                           | 48                                        | | 1/8              |
| 2017-18                                                          | 16     |        |        |        | Eerste Klasse A                           | 27                                        | Degradatie als laatste in de competitie | 1/8              |
| 2018-19                                                          |        | 1      |        |        | Eerste Klasse B                           | 63                                        | Promotie naar Eerste klasse A na winst 2-1 tegen KFCO Beerschot-Wilrijk in de promotiefinale | W                |
| 2019-20                                                          | 6      |        |        |        | Eerste Klasse A                           | 44                                        | Uitgesloten van deelname aan Beker van België en Europa League wegens veroordeling vanwege poging tot omkoping (2017-2018). Competitie beëindigd na 29 speeldagen wegens de coronacrisis; toen stond KV Mechelen op de 6e plaats met 44 punten | geen deelname    |
| 2020-21                                                          | 8      |        |        |        | Eerste Klasse A                           | 48                                        | | 1/4              |
| 2021-22                                                          | 7      |        |        |        | Eerste Klasse A                           | 52                                        | | 1/4              |
| 2022-23                                                          | 13     |        |        |        | Eerste Klasse A                           | 40                                        | | Finalist         |
| 2023-24                                                          | 8      |        |        |        | Eerste Klasse A                           | 45                                        | | 1/16             |
| 2024-25                                                          | 8      |        |        |        | Eerste Klasse A                           | 38                                        | | 1/8              |
| 2025-26                                                          |        |        |        |        | Eerste Klasse A                           |                                           | | ..               |

### Europa
Uitslagen vanuit gezichtspunt KV Mechelen
| Seizoen | Competitie     | Ronde | Land                          | Club                | Totaalscore | 1e W    | 2e W          | PUC  |
| ------- | -------------- | ----- | ----------------------------- | ------------------- | ----------- | ------- | ------------- | ---- |
| 1987/88 | Europacup II   | 1R    | Vlag van Roemenië (1965-1989) | Dinamo Boekarest    | 3-0         | 1-0 (T) | 2-0 U)        | 19.0 |
|         |                | 1/8   | Vlag van Schotland            | St. Mirren FC       | 2-0         | 0-0 (T) | 2-0 (U)       | 19.0 |
|         |                | 1/4   | Vlag van Sovjet-Unie          | Dinamo Minsk        | 2-1         | 1-0 (T) | 1-1 (U)       | 19.0 |
|         |                | 1/2   | Vlag van Italië               | Atalanta Bergamo    | 4-2         | 2-1 (T) | 2-1 (U)       | 19.0 |
|         |                | F     | Vlag van Nederland            | AFC Ajax            | 1-0         | 1-0     | < Straatsburg | 19.0 |
| 1988/89 | UEFA Super Cup | F     | Vlag van Nederland            | PSV                 | 3-1         | 3-0 (T) | 0-1 (U)       |      |
| 1988/89 | Europacup II   | 1R    | Vlag van Luxemburg            | Avenir Beggen       | 8-1         | 5-0 (T) | 3-1 (U)       | 15.0 |
|         |                | 1/8   | Vlag van België               | RSC Anderlecht      | 3-0         | 1-0 (T) | 2-0 (U)       | 15.0 |
|         |                | 1/4   | Vlag van Duitsland            | Eintracht Frankfurt | 1-0         | 0-0 (U) | 1-0 (T)       | 15.0 |
|         |                | 1/2   | Vlag van Italië               | UC Sampdoria        | 2-4         | 2-1 (T) | 0-3 (U)       | 15.0 |
| 1989/90 | Europacup I    | 1R    | Vlag van Noorwegen            | Rosenborg BK        | 5-0         | 0-0 (U) | 5-0 (T)       | 8.0  |
|         |                | 1/8   | Vlag van Zweden               | Malmö FF            | 4-1         | 0-0 (U) | 4-1 (T)       | 8.0  |
|         |                | 1/4   | Vlag van Italië               | AC Milan            | 0-2         | 0-0 (T) | 0-2 nv (U)    | 8.0  |
| 1990/91 | UEFA Cup       | 1R    | Vlag van Portugal             | Sporting Portugal   | 2-3         | 0-1 (U) | 2-2 (T)       | 1.0  |
| 1991/92 | UEFA Cup       | 1R    | Vlag van Griekenland          | PAOK Saloniki       | 1-2         | 1-1 (U) | 0-1 (T)       | 1.0  |
| 1992/93 | UEFA Cup       | 1R    | Vlag van Zweden               | Örebro SK           | 2-1         | 2-1 (T) | 0-0 (U)       | 3.0  |
|         |                | 2R    | Vlag van Nederland            | Vitesse Arnhem      | 0-2         | 0-1 (U) | 0-1 (T)       | 3.0  |
| 1993/94 | UEFA Cup       | 1R    | Vlag van Zweden               | IFK Norrköping      | 2-1         | 1-0 (U) | 1-1 nv (T)    | 6.0  |
|         |                | 2R    | Vlag van Hongarije            | MTK Boedapest       | 6-1         | 5-0 (T) | 1-1 (U)       | 6.0  |
|         |                | 1/8   | Vlag van Italië               | Cagliari Calcio     | 1-5         | 1-3 (T) | 0-2 (U)       | 6.0  |

Totaal aantal punten voor UEFA coëfficiënten: 53.0
In het seizoen 2019-2020 werden de ”Kakkers” door de voetbalbond uitgesloten van Europees Voetbal ondanks de kwalificatie voor de groepsronde van de UEFA Europa League. Deze beslissing kon op zeer veel onbegrip rekenen bij zowel supporters als spelers.

#### Statistieken Europees voetbal
| Competitie | D | M  | W  | G  | V | DV | DT |
| --- | - | -- | -- | -- | - | -- | -- |
| UEFA Champions League / Europacup I                                                                            | 1 | 6  | 2  | 3  | 1 | 9  | 3  |
| Europacup II                                                                                                   | 2 | 17 | 13 | 3  | 1 | 26 | 8  |
| UEFA Cup / Europa League                                                                                       | 4 | 14 | 3  | 5  | 6 | 14 | 15 |
| UEFA Super Cup                                                                                                 | 1 | 2  | 1  | 0  | 1 | 3  | 1  |
| Totaal | 8 | 39 | 19 | 11 | 9 | 52 | 27 |
| D: Deelnames - M: wedstrijden - W: winst - G: gelijk - V: verlies - DV: doelpunten voor - DT: doelpunten tegen |   |    |    |    |   |    |    |

## Seizoen 2025/26
| Nr. | Nat.               | Naam               | Geboortedatum | Lengte | Gewicht | Seizoen | Vorige club            |  |         |         |         |         |         |         |         |
| Nr. | Nat.               | Naam               | Geboortedatum | Lengte | Gewicht | Seizoen | Vorige club            |  | Keepers | Keepers | Keepers | Keepers | Keepers | Keepers | Keepers |
| --- | ------------------ | ------------------ | ------------- | ------ | ------- | ------- | ---------------------- |  | ------- | ------- | ------- | ------- | ------- | ------- | ------- |
| 1   | Vlag van België    | Ortwin De Wolf     | 23-04-1997    | 1,90 m | 73 kg   | 2e      | SV Zulte Waregem       |  |         |         |         |         |         |         |         |
| 13  | Vlag van Spanje    | Nacho Mirás        | 19-07-1997    | 1,86 m | 75 kg   | 2e      | KMSK Deinze            |  |         |         |         |         |         |         |         |
| 15  | Vlag van België    | Tijn Van Ingelgom  | 05-03-2007    | 1,94 m | 79 kg   | 1e      | KRC Genk               |  |         |         |         |         |         |         |         |
| 32  | Vlag van België    | Axel Willockx      | 07-02-2007    | 1,89 m | 85 kg   | 1e      | eigen jeugd            |  |         |         |         |         |         |         |         |
|     | Verdedigers        |                    |               |        |         |         |                        |  |         |         |         |         |         |         |         |
| 2   | Vlag van Marokko   | Redouane Halhal    | 05-03-2003    | 1,87 m | 73 kg   | 1e      | Helmond Sport          |  |         |         |         |         |         |         |         |
| 3   | Vlag van Spanje    | José Marsà         | 04-03-2002    | 1,83 m | 68 kg   | 2e      | FC Andorra             |  |         |         |         |         |         |         |         |
| 4   | Vlag van Senegal   | Gora Diouf         | 20-09-2003    | 1,85 m | 75 kg   | 1e      | FC Sion                |  |         |         |         |         |         |         |         |
| 7   | Vlag van Frankrijk | Thérence Koudou    | 13-12-2004    | 1,78 m | 68 kg   | 1e      | Pau FC                 |  |         |         |         |         |         |         |         |
| 18  | Vlag van België    | Ian Struyf         | 22-08-2007    | 1,91 m | 80 kg   | 1e      | eigen jeugd            |  |         |         |         |         |         |         |         |
| 22  | Vlag van Slovenië  | Lovro Golič        | 05-03-2006    | 1,95 m | 82 kg   | 1e      | AS Roma                |  |         |         |         |         |         |         |         |
| 23  | Vlag van Marokko   | Moncef Zekri       | 20-09-2008    | 1,71 m | 67 kg   | 2e      | eigen jeugd            |  |         |         |         |         |         |         |         |
| 30  | Vlag van België    | Lukas Baert        | 01-02-2005    | 1,86 m | 77 kg   | 2e      | eigen jeugd            |  |         |         |         |         |         |         |         |
| 33  | Vlag van Curaçao   | Tommy St. Jago     | 03-01-2000    | 1,88 m | 64 kg   | 1e      | Willem II              |  |         |         |         |         |         |         |         |
|     | Middenvelders      |                    |               |        |         |         |                        |  |         |         |         |         |         |         |         |
| 5   | Vlag van Australië | Ryan Teague        | 24-01-2002    | 1,82 m | 76 kg   | 1e      | Melbourne Victory      |  |         |         |         |         |         |         |         |
| 6   | Vlag van Zweden    | Fredrik Hammar     | 26-02-2001    | 1,81 m | 74 kg   | 2e      | Hammarby IF            |  |         |         |         |         |         |         |         |
| 8   | Vlag van Guinee    | Mory Konaté        | 15-11-1993    | 1,91 m | 84 kg   | 3e      | Sint-Truidense VV      |  |         |         |         |         |         |         |         |
| 16  | Vlag van België    | Rob Schoofs        | 23-03-1994    | 1,78 m | 69 kg   | 9e      | KAA Gent               |  |         |         |         |         |         |         |         |
| 35  | Vlag van België    | Bilal Bafdili      | 03-08-2004    | 1,80 m | 62 kg   | 4e      | eigen jeugd            |  |         |         |         |         |         |         |         |
| 36  | Vlag van Ghana     | Elton Yeboah       | 25-03-2005    | 1,85 m | 75 kg   | 2e      | eigen jeugd            |  |         |         |         |         |         |         |         |
| 40  | Vlag van Marokko   | Amine Ouahabi      | 04-07-2008    | 1,85 m | 75 kg   | 1e      | eigen jeugd            |  |         |         |         |         |         |         |         |
|     | Aanvallers         |                    |               |        |         |         |                        |  |         |         |         |         |         |         |         |
| 14  | Vlag van België    | Benito Raman       | 07-11-1994    | 1,72 m | 67 kg   | 2e      | Samsunspor             |  |         |         |         |         |         |         |         |
| 19  | Vlag van Zweden    | Kerim Mrabti       | 20-05-1994    | 1,75 m | 75 kg   | 6e      | Birmingham City FC     |  |         |         |         |         |         |         |         |
| 20  | Vlag van Duitsland | Lion Lauberbach    | 15-02-1998    | 1,94 m | 85 kg   | 3e      | Eintracht Braunschweig |  |         |         |         |         |         |         |         |
| 21  | Vlag van Turkije   | Halil Özdemir      | 18-08-2005    | 1,77 m | 70 kg   | 1e      | eigen jeugd            |  |         |         |         |         |         |         |         |
| 27  | Vlag van België    | Keano Vanrafelghem | 02-08-2003    | 1,70 m | 60 kg   | 2e      | Patro Eisden           |  |         |         |         |         |         |         |         |
| 38  | Vlag van Zimbabwe  | Bill Antonio       | 03-09-2002    | 1,77 m | 72 kg   | 3e      | Dynamos FC             |  |         |         |         |         |         |         |         |
| 77  | Vlag van Duitsland | Patrick Pflücke    | 30-11-1996    | 1,70 m | 66 kg   | 3e      | Servette FC Genève     |  |         |         |         |         |         |         |         |

### Uitgeleend
| Nat.             | Naam           | Club          | Keert terug  |                         |              |               |              |
| ---------------- | -------------- | ------------- | ------------ | ----------------------- | ------------ | ------------- | ------------ |
| Nat.             | Naam           | Club          | Keert terug  | Vlag van Congo-Kinshasa | Noah Makanza | Helmond Sport | 30 juni 2026 |
| Vlag van Marokko | Amine Et-Taïbi | Helmond Sport | 30 juni 2026 |                         |              |               |              |

### Transfers
| Nat.               | Positie | Speler            | Vorige club                |
| ------------------ | ------- | ----------------- | -------------------------- |
| Vlag van Marokko   | V       | Redouane Halhal   | Helmond Sport (einde huur) |
| Vlag van België    | DM      | Tijn Van Ingelgom | KRC Genk                   |
| Vlag van Curaçao   | V       | Tommy St. Jago    | Willem II                  |
| Vlag van Senegal   | V       | Gora Diouf        | FC Sion                    |
| Vlag van Australië | M       | Ryan Teague       | Melbourne Victory          |
| Vlag van Slovenië  | V       | Lovro Golič       | AS Roma                    |
| Vlag van Frankrijk | V       | Thérence Koudou   | Pau FC                     |
| Vlag van België    | V       | Quinze Martens    | Club Brugge                |
| Vlag van Marokko   | V       | Amine Et-Taïbi    | Club Brugge                |

| Nat.                    | Positie | Speler             | Nieuwe club             |
| ----------------------- | ------- | ------------------ | ----------------------- |
| Vlag van België         | V       | Zinho Vanheusden   | Inter (einde huur)      |
| Vlag van Schotland      | V       | Stephen Welsh      | Celtic FC (einde huur)  |
| Vlag van Algerije       | V       | Ahmed Touba        | Başakşehir (einde huur) |
| Vlag van Ivoorkust      | M       | Aziz Ouattara      | KRC Genk (einde huur)   |
| Vlag van België         | V       | Noé Rottiers       | KVK Tienen              |
| Vlag van België         | DM      | Oskar Annell       | KVC Westerlo            |
| Vlag van België         | V       | Iebe Swers         | einde contract          |
| Vlag van België         | A       | Julien Ngoy        | Al-Arabi                |
| Vlag van België         | V       | Daam Foulon        | Royal Antwerp FC        |
| Vlag van België         | M       | Geoffry Hairemans  | Royal Antwerp FC        |
| Vlag van België         | V       | Bas Van den Eynden | Beerschot VA            |
| Vlag van België         | V       | Toon Raemaekers    | Ferencváros             |
| Vlag van Noorwegen      | A       | Petter Nosa Dahl   | Rapid Wien              |
| Vlag van Congo-Kinshasa | M       | Noah Makanza       | Helmond Sport (huur)    |
| Vlag van België         | A       | Nikola Storm       | Antalyaspor             |
| Vlag van Marokko        | V       | Amine Et-Taïbi     | Helmond Sport (huur)    |
| Vlag van Algerije       | V       | Rafik Belghali     | Hellas Verona           |

### Trainersstaf
| Nat.            | Functie           | Naam                   |
| Vlag van België | Hoofdcoach        | Fred Vanderbiest       |
| Vlag van België | Assistent-trainer | Gunter Van Handenhoven |
| Vlag van België | Assistent-trainer | Frank Magerman         |
| Vlag van België | Keeperstrainer    | Stef Pauwels           |
| Vlag van België | Videoanalist      | Niels Cauwenbergh      |

## Voorzitters
- Théophile Delvaulx (1904-1906)
- Francis Dessain (1906-1951)
- Patrick Dessain (1951-1977)
- Herman Candries (1977-1982)
- John Cordier (1982-1992)
- Willy Dussart (1992-1994)
- Jef De Graef (1994-1997)
- Willy Van den Wijngaert (1997-2002)
- Mark Uytterhoeven (12 april 2003 - 24 april 2003)[28]
- Johan Timmermans (2003-2018)
- Olivier Somers (2018-2019)
- Dieter Penninckx (2019-2020)
- Luc Leemans (2020-2022)
- Phillipe Van Esch (2022- )

In maart 2012 werd Willy Van den Wijngaert uitgeroepen tot erevoorzitter van de club.

## Sponsors
| Periode    | Shirtsponsor                       |
| ---------- | ---------------------------------- |
| 1973-1975  | Rena Conserven                     |
| 1975-1978  | geen shirtsponsor                  |
| 1978-1979  | Heikip                             |
| 1979-1980  | ABC (Algemene Bouwwerken Candries) |
| 1980-1983  | Telindus                           |
| 1983-1990  | TeVe-Blad                          |
| 1990-1992  | HCS                                |
| 1992-1993  | Stone Lease                        |
| 1993-1996  | Lease Plan                         |
| 1996-1998  | Veralu                             |
| 1998-2002  | Bofin                              |
| 2002-2003  | Avaya                              |
| 2003-2006  | Scarlet                            |
| 2006-2007  | Gybels                             |
| 2007-heden | Telenet                            |

## Aanvoerders
- 1987-1992: Lei Clijsters
- 1992-1994: Michel Preud'homme
- 1994-1995: Koen Sanders / Glen De Boeck
- 1995-1997: Frank Leen
- 1997-1999: Gunter Jacob
- 1999-2000: Johan Bal
- 2000-2002: Ivan Willockx
- 2002-2003: Ivan Willockx / Eric Viscaal
- 2003-2004: Jan Verlinden
- 2004-2006: Bert Dhont
- 2006-2007: Nana Asare
- 2007-2010: Jonas Ivens
- 2010-2012: Julien Gorius
- 2012-2013: Xavier Chen / Maxime Biset
- 2013-2014: Maxime Biset / Seth De Witte
- 2014-2016: Seth De Witte / Steven De Petter
- 2016-2019: Seth De Witte
- 2019-2020: Onur Kaya
- 2020-heden: Rob Schoofs

## Spelers die 200 wedstrijden of meer voor KV Mechelen hebben gespeeld
| (1980 tot 2025) | Naam speler        |
| --------------- | ------------------ |
| 419             | Koen Sanders       |
| 345             | Michel Preud'homme |
| 278             | Rob Schoofs        |
| 246             | Kenny Van Hoevelen |
| 240             | Frank Leen         |
| 239             | Geert Deferm       |
| 238             | Seth De Witte      |
| 237             | Nikola Storm       |
| 236             | Piet den Boer      |
| 227             | Lei Clijsters      |
| 211             | Marc Emmers        |
| 211             | Graeme Rutjes      |
| 208             | Davy Gysbrechts    |
| 203             | Geoffry Hairemans  |
| 202             | Maxime Biset       |

alle wedstrijden met inzet (competitie, play offs eerste klasse, eindronde tweede klasse, beker van België, Ligabeker, Supercup en Europacup)
* spelers aangeduid in het geel zijn nog actief bij de club

## Bekende ex-spelers

### Belgen
- Philippe Albert
- Jef Andries
- Christian Benteke
- Lei Clijsters
- Albert Cluytens
- Henri Coppens
- Alex Czerniatynski
- Theo Custers
- Glen De Boeck
- Bert De Cleyn
- Geert Deferm
- Steven Defour
- Pascal De Wilde
- Marc Emmers
- August Hellemans
- Victor Lemberechts
- Michel Preud'homme
- William Selleslagh
- Yves Van Herp
- Bruno Versavel
- Björn Vleminckx
- Aster Vranckx
- Marc Wilmots

### Nederlanders
- John Bosman
- Piet den Boer
- René Eijkelkamp
- Wim Hofkens
- Erwin Koeman
- Graeme Rutjes
- Eric Viscaal

### Overige nationaliteiten
- Eli Ohana
- Kennet Andersson
- Klas Ingesson
- Flórián Urbán
- Julien Gorius
- Sofiane Hanni
- German Mera
- Issa Kaboré
- Vinícius Souza

## Gemiddeld toeschouwersaantal 2000-2025
| 7821 |

| 6765 |

| 5600 |

| 6743 |

| 6705 |

| 5238 |

| 6316 |

| 6647 |

| 9963 |

| 11001 |

| 11835 |

| 11386 |

| 10812 |

| 10294 |

| 9676 |

| 9617 |

| 10079 |

| 11973 |

| 13209 |

| 13652 |

| 14450 |

| 15545 |

| 9869 |

| 11983 |

| 13156 |

| 13327 |

## Damesploeg
Sinds 2003 heeft KV Mechelen ook een damesploeg, die in 2004 voor het eerst een officiële competitie aanvatte in Derde Provinciale. Na twee opeenvolgende promoties bleef het team acht jaar lang in Eerste Provinciale hangen, maar in 2014 behaalden de KV Mechelen Dames de dubbelslag (Beker van Antwerpen en Kampioen van Antwerpen). Sinds 2016 speelt het eerste elftal in de tweede klasse van het damesvoetbal.
De KV Mechelen Dames wonnen tot dusver vijf prijzen:
- Kampioenschappen 3×:
  - Derde klasse (2016)
  - Eerste provinciale (2014)
  - Derde provinciale (2005)
- Bekers 2×:
  - Beker van Antwerpen (2009, 2014)